# 도보이 지방

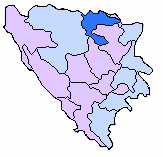
도보이 지방의 위치

도보이 지방(세르비아어: Добојска регија, 보스니아어: Dobojska regija, 크로아티아어: Dobojska regija)은 보스니아 헤르체고비나를 구성하는 국가 및 지역인 스릅스카 공화국에 속해 있는 지방 가운데 하나로, 행정 중심지는 도보이이며 보스니아 헤르체고비나 북부에 위치한다. 크로아티아와 국경을 접한다.

## 지방 자치체
9개 지방 자치체를 관할한다.
1. 브로드 (Brod)
2. 데르벤타 (Derventa)
3. 도보이 (Doboj)
4. 도니자바르 (Donji Žabar)
5. 모드리차 (Modriča)
6. 펠라기체보 (Pelagićevo)
7. 페트로보 (Petrovo)
8. 샤마츠 (Šamac)
9. 부코사블레 (Vukosavlje)